# پورتیسهد و نورث وستون
latitudeپورتیسهد و نورث وستونlongitudeپورتیسهد و نورث وستون
 پورتیسهد و نورث وستون (به انگلیسی: Portishead and North Weston) یک منطقهٔ مسکونی در انگلستان است که در جنوب غربی انگلستان واقع شده‌است.

## خصوصیات
پورتیسهد و نورث وستون ۲۳٬۶۹۹ نفر جمعیت دارد.